# Băile Cojocna
Băile Cojocna sunt o stațiune balneo-climaterică aflată în estul comunei Cojocna în județul Cluj. Stațiunea se află pe versantul stâng al pârâului Valea Sărată, la o altitudine de 340 m.
În zonă au existat încă din timpul ocupației romane exploatări de sare, pe locul cărora au fost amenajate mai multe băi calde. Deasupra ocnelor părăsite ale minelor de sare atestate documentar din secolul al XII-lea și folosite din perioada romană până în Evul Mediu s-au format mai multe lacuri saline. Minele s-au transformat în lacuri saline, iar apa acestora a dobândit proprietăți terapeutice. Două dintre lacuri, Toroc și Lacul Mare, au fost transformate în băi, frecventate în timpul verii. În afară de agrement, băile sunt indicate pentru tratarea afecțiunilor reumatismale (artroze, poliartroze, spondiloze, tendinoze), endocrine și ginecologice.
Lacul Mare, supranumit și Lacul Băilor are o salinitate de 109,8 g/l măsurată în timpul verii la suprafața apei.
Stațiunea a fost modernizată în 2008, în urma unei investiții realizată cu fonduri europene.